# Conodon
Conodon és un gènere de peixos pertanyent a la família dels hemúlids.

## Descripció
- Cos allargat i comprimit.
- Cap i cos completament coberts amb escates.
- El marge posterior del preopercle és còncau i fortament serrat.
- L'aleta dorsal té una fenedura profunda.

## Distribució geogràfica
Es troba al Nou Món (tant al Pacífic com a l'Atlàntic).

## Taxonomia
- Conodon macrops (Hildebrand, 1946)[3]
- Conodon nobilis (Linnaeus, 1758)[4]
- Conodon serrifer (Jordan & Gilbert, 1882)[5][6][7][8][9][10][11]